# Sven Scholander
Sven Scholander, född 21 april 1860 i Stockholm, död 14 december 1936 i Djursholm, var en svensk kompositör, vis- och lutsångare, bildhuggare och affärsman.

## Biografi
Scholander var son till Fredrik Wilhelm Scholander och Carin Nyström och från 1889 gift med Lotten von Bahr samt bror till Maria Helena Scholander-Hedlund och Anna Katarina Boberg samt farbror till Lillemor Scholander. Han bodde i Villa Luthagen – ritat av svågern Ferdinand Boberg – på Väringavägen 14 i Djursholm, ett hus som nu (2020) används som residens åt Zambias ambassadör.

### Skulptör
| Enleveringsgruppen, Stockholms slott (2 av 4) |  | Enleveringsgruppen, Stockholms slott (2 av 4) |
| Enleveringsgruppen, Stockholms slott (2 av 4) |  |                                               |

Han började redan i 14-årsåldern praktisera på sin fars arkitektkontor och studerade även ett par år på Konstakademiens principskola. Sedan han både 1877 och 1878 misslyckats med att bli antagen som elev vid Chalmers tekniska institut övergick han till att utbilda sig till ornamentsbildhuggare vid Tekniska skolan i Stockholm 1878–1881 samtidigt bedrev han privatstudier för Henrik Nerpin. Som utbildad teckningslärare och bildhuggargesäll for han 1883 till Paris där han genom förmedling av sin fars gode vän Charles Garnier fick anställning vid ornamentbilduggaren Poulins verkstad. Där fick han bland annat medverka vid dekoreringen av det Garnierska operahuset. Han stannade utomlands till 1886 men gjorde några studiebesök till Italien, Österrike och Nordafrika innan han återvände till Sverige. Efter hemkomsten öppnade han en bildhuggeriverkstad i Stockholm samtidigt som han tjänstgjorde som teckningslärare vid några läroverk i Stockholm. Scholanders verkstad var bland annat engagerad som restauratör och kompletteringsarbeten för Enleveringsgruppen av Bernard Foucquet uppsatt 1897 på Stockholms slott. När sedan musiken tog överhand avvecklade han sin verkstad eftersom den aldrig fångat hans intresse på allvar. Han nämnde själv "Jag var händig hantverkare i mitt yrke –  de små byggnadsmodeller som ännu finns i behåll av de Settervallska och Johanssonska riksdagshusen, Anderbergs opera, Clasons Nordiska museum med flera, vittna därom, att jag i Paris lärt en teknik, som hos oss varit så gott som okänd, men konstnär – nej och åter nej!"

### Affärsman

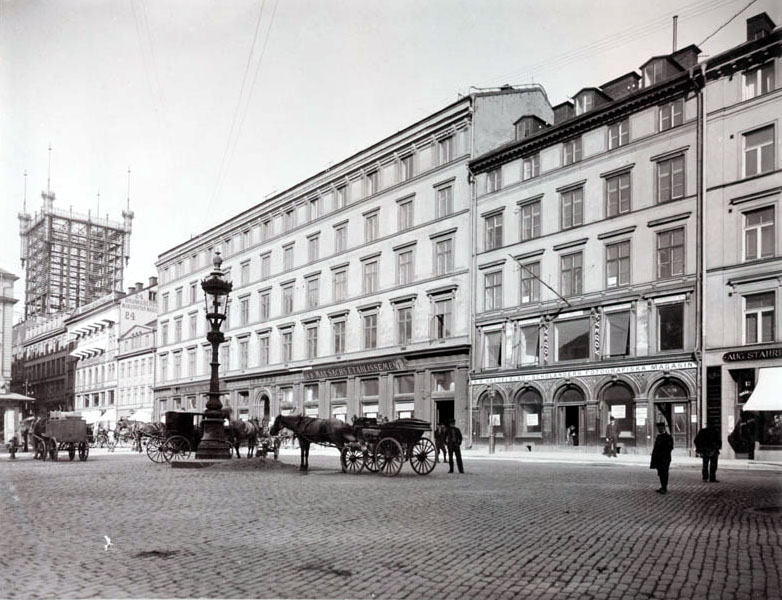
Sven Scholanders fotografiska magasin, Brunkebergstorg 14, 1906.

Under sin tid i Frankrike blev han intresserad av fotografikonsten och var en flitigt utövande amatörfotograf. Från 1893 drev han en fotoaffär där han utöver fotograf även var återförsäljare för F.W. Hasselblad & Co och 1895 öppnade han ett större magasin vid Brunkebergstorg 14 för försäljning av fotografiskt material, bland annat skioptikonapparater. Inledningsvis verkade butiken som enskilt dotterbolag, medan F.W. Hasselblads fotoavdelning också fortsatte sin försäljning. Det hela utvecklade sig till negativ konkurrens varför fotoavdelningen, G. & H. Hasselblad och Scholanders Fotografiska Magasin 1908 slogs ihop till ett enda företag, nämligen Hasselblads Fotografiska Aktiebolag. Åren 1915–1918 var Scholander även verkställande direktör för Nordiska musikförlaget i Stockholm.

### Sångare
Samtidigt med sina konststudier studerade han sång för Ellen Bergman och i Paris hos Enrico Delle Sedie. Framför allt ägnade han sig åt återupplivandet av den gamla vissången med ackompanjemang på luta. Särskilt blev Bellmanssången genom honom på nytt populär i sin ursprungliga form, det vill säga solosång i stället för manskvartett. Dessutom inhöstade Scholander under sina studieresor  äldre och nyare franska, italienska, tyska, engelska och spanska visor samt satte själv lättsjungna melodier till stycken av Elias Sehlstedt, Gustaf Fröding och andra diktare, vilket allt han föredrog på ett fängslande sätt med visserligen liten röst men mästerlig artikulation och frasering samt sprittande livfull dramatisk uttrycksförmåga. Dråplig pikaresk och tragikomik återgav han lika lyckat. Sin gitarrsträngade luta behandlade han virtuost, och hans sätt att knyta omedelbar kontakt med åhörarna var både behagfullt och distingerat.
Sven Scholander hade sedan 1892 med framgång konserterat i Sverige, Danmark, Norge, Finland, Frankrike, Schweiz, Belgien, Nederländerna, England, Österrike–Ungern och allra mest i Tyskland. Hans årliga turnéer omfattade upp till 130 konserter under en säsong. Efter 1911 sjöng hans dotter Karin Elisabet med vid hans soaréer. En internationell vissamling, Scholanderprogramme, innehållande 100 sånger (en åttondel av hans repertoar) utgavs 1909–1912 i tio häften på Breitkopf & Härtel.

### Musiktryck
- Sånger och visor för en röst, luta eller guitarr och piano. Elkan & Schildknecht. 1924-1930. Libris 8238125
  -  Häfte 1, Dan Anderssons dikter. 1924. Libris 3278129
  -  Häfte 2, Dan Anderssons dikter. 1924. Libris 3278130
  -  Häfte 3, Dan Anderssons dikter. 1924. Libris 3278131
  -  Häfte 4, Dan Anderssons dikter. 1924. Libris 3278132
  -  Häfte 5, Gustaf Frödings och E.A. Karlfeldts dikter. 1924. Libris 3278133
  -  Häfte 6, Sven Scholander och Jeremias i Tröstlösas dikter. 1930. Libris 8238126
  -  Häfte 7, Elias Sehlstedts dikter. 1930. Libris 3278135
  -  Häfte 8, Elias Sehlstedts dikter. 1930. Libris 3278136
  -  Häfte 9, Gustaf Frödings dikter. 1930. Libris 3278137
  -  Häfte 10, Gustaf Fröding och E.A. Karlfeldts dikter. 1930. Libris 3278138
- Till kärleken / Sven Scholander ; (Dan Andersson). Våra visor ; 15. Stockholm: Elkan & Schildknecht. 1924. Libris 17624380
- Vårkänning / Sven Scholander ; [text Dan Andersson]. Våra visor ; 28. Stockholm: Elkan & Schildknecht. 1924. Libris 11541491
- En spelmans jordafärd för en röst och piano eller luta / av Sven Scholander ; [text:] Dan Andersson. Stockholm: Elkan & Schildknecht. 1933. Libris 3278336
- Sven i Luthagen En svit på melodier = Sven im Lautenhein / av Sven Scholander ; arrangemang för salongsorkester av Sven Sköld ; [text:] Dan Andersson. Stockholm: Elkan & Schildknecht, Emil Carelius. 1933. Libris 3238668

## Diskografi[5]
- Böljan sig mindre rör ; Ulla min Ulla. Nordiska Musikförlaget: Ton o Tal. Akustisk inspelning gjord efter 1915.
- Melangtäras intåg i Ka'lsta' sta' ; Min mammas förklädsband. Concert Record Gramophone 7-282159, 7-282160. Stockholm, Hotel Continental, 28 maj 1919.
- Se glad ut ; Käraste bröder, systrar och vänner. Concert Record Gramophone X 824. Stockholm, Hotel Continental, 28 maj 1919.
- Fredman sång nr. 27 ”Ur vägen, ur vägen” (Vid Kapten von Schmidts gravkor) ; Fredmans sång nr 12 ”Venus Minerva” (Huruledes han bjöd hela olumpen på kalas). Pathéfon N 8076. Stockholm, februari 1920.
- Helgdagsafton i timmerkojan ; Jungman Jansson. Polyphon XS 42419. Stockholm, januari 1926
- Frühlings-Symphonie (Sven Scholander) ; Le jolie tambour (Bretanisk folkvisa av Sven Scholander). Polyphon X.S 42458. Stockholm maj, utg ca juli 1926. Omtagningar från jan 1926 (då duetter med dottern Vanna Scholander).
- Schneiders Höllenfahrt. Volksweise aus Württemburg ; Die dumme Liese (Paul Klepke). Tri-Ergon (Tyskland) TE 5242. Berlin, juni 1928, utg. aug.
- Spottlied auf Napoleons Rückzug aus Russland 1812 ; Sängerleben (Scholander [-- Körner]). Tri-Ergon (Tyskland) TE 5243. Berlin, juni 1928, utg. aug.
- Die Glocke (Fesca -- Schreibe) ; Nachtwandler (Ignatz Brüll -- Gustav Falke). Tri-Ergon (Tyskland) TE 5390. Berlin, juni 1928, utg. dec.
- Bonsoir Madame la lune (Bessiere et Marinier) ; Serénade du Pave (Jean Varney). Tri-Ergon (Tyskland) TE 1158. Berlin, juni 1928, utg. dec.

## Filmografi[6]
- 1921 – Blade af Satans bog
- 1923 – Anna-Clara och hennes bröder
- 1924 – Gösta Berlings saga